# توربوشفت

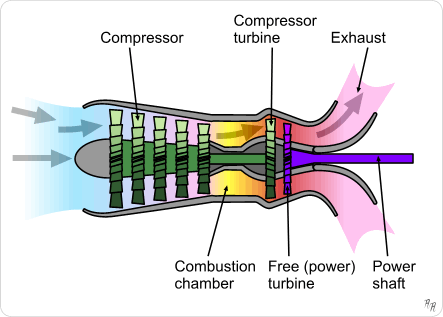
ساختار یک موتور توربوشفت ساده

توربوشفت (به انگلیسی: Turboshaft) گونه‌ای موتور توربین گازی است که جهت تولید نیرو برای استفاده در واحد تولید نیرو انواع ماشین‌آلات استفاده می‌شود. ساختار موتورهای توربوشفت بسیار شبیه به موتورهای توربوپراپ می‌باشد، اما سرعت چرخش ملخ موتور توربوشفت از سرعت چرخش ملخ موتور توربوپراپ بسیار کم‌تر است. در موتور توربوشفت، هدف تولید قدرت زیاد، اطمینان‌پذیری بالا، اندازه کوچک و وزن سبک است اما با سرعت چرخش کم. برخی کاربردهای موتور توربوشفت عبارتند از: بالگردها، قایق‌ها و کشتی‌ها، تانک‌ها، هواناو، و تجهیزات ثابت.